# 159409 Ratte
159409 Ratte è un asteroide della fascia principale. Scoperto nel 1999, presenta un'orbita caratterizzata da un semiasse maggiore pari a 2,5395042 UA e da un'eccentricità di 0,1174002, inclinata di 13,87256° rispetto all'eclittica.